# Gare de Médan
La gare de Médan est une halte ferroviaire française, fermée, de la ligne de Paris-Saint-Lazare au Havre. Elle est située sur le territoire de la commune de Médan, dans le département des Yvelines en région Île-de-France. 

## Situation ferroviaire
Établie à 23 mètres d'altitude, la halte fermée de Médan est située au point kilométrique (PK) 31,560 de la ligne de Paris-Saint-Lazare au Havre, entre les gares de Villennes-sur-Seine et de Vernouillet - Verneuil.

## Histoire
La halte de Médan était périodiquement desservie par les trains du réseau de Paris-Saint-Lazare du Transilien jusqu'à sa fermeture en 2008.

## Musée
À proximité, de la halte se trouve la Maison d'Émile Zola dont une partie est devenue le musée Dreyfus.